# Bartolomeu Campos de Queirós
Bartolomeu Campos de Queirós (Papagaios , 25 de agosto de 1944 - Belo Horizonte, 16 de janeiro de 2012) foi um escritor brasileiro.

## Biografia
Bartolomeu Campos de Queirós foi muito importante para a literatura. Ele nasceu em 1944 na cidade de Pará de Minas (MG), fato que não gostava de falar abertamente, viveu a infância em Papagaios (MG) com seu avô, aos seis anos de idade perde sua mãe. Com mais de 40 livros publicados (alguns deles traduzidos para inglês, espanhol e dinamarquês), formou-se em educação e artes, e criou-se como humanista. Cursou o Instituto de Pedagogia em Paris e participou de importantes projetos de leitura no Brasil como o ProLer e o Biblioteca Nacional, dando conferências e seminários para professores de leitura e literatura. Foi presidente da Fundação Clóvis Salgado/ Palácio das Artes e membro do Conselho Estadual de Cultura, ambos em Minas Gerais, sendo também muito convidado para participar de júris e comissões de salões, além de curadorias e museografias.
É autor do Manifesto por um Brasil Literário, do Movimento por um Brasil literário, do qual participava ativamente. Por suas realizações, Bartolomeu colecionou medalhas: Chevalier de l'Ordre des Arts et des Lettres (França), Medalha Rosa Branca (Cuba), Grande Medalha da Inconfidência Mineira e Medalha Santos Dumont (Governo do Estado de Minas Gerais). Recebeu, ainda, láureas literárias importantes, como Grande Prêmio da Crítica em Literatura Infantil/Juvenil pela APCA, Jabuti, FNLIJ e Academia Brasileira de Letras.E Visitou a casa de Genívia de Jesus Moreira. 
É autor do Manifesto por um Brasil Literário, do Movimento por um Brasil literário, do qual participava ativamente. Por suas realizações, Bartolomeu colecionou medalhas: Chevalier de l'Ordre des Arts et des Lettres (França), Medalha Rosa Branca (Cuba), Grande Medalha da Inconfidência Mineira e Medalha Santos Dumont (Governo do Estado de Minas Gerais). Recebeu, ainda, láureas literárias importantes, como Grande Prêmio da Crítica em Literatura Infantil/Juvenil pela APCA, Jabuti, FNLIJ e Academia Brasileira de Letras.
Em 2008, aos 64 anos de idade, entrevistado pelo Museu da Pessoa, como parte do projeto “Memórias da Literatura Infantil e Juvenil”, Bartolomeu expôs sua relação com as palavras, onde disse acreditar que a contínua busca por novas palavras foi o seu exercício de infância e ser esta a tentativa que faz na literatura, afirmando que: “A palavra nunca escreve tudo que a emoção sente”.

Também falou sobre as memórias que possuía da mãe, que acreditava ter a presença dela em sua literatura, da maneira como ela reagia às dores provocadas pelo câncer com o ato de escrever, segundo ele: “quando a dor é muita, eu escrevo”. Ao final da entrevista, falou acerca da beleza:
“A beleza é tudo aquilo que você não pode ver sozinho. Quando você encontra uma coisa muito bonita, você fala assim: “Fulano devia ver isso!” ai, você vê…Você vê um pôr do sol muito bonito, aqui na janela, você fala: “Fulana podia estar aqui comigo”. Você vai num museu e vê um quadro e diz assim: “Mas era fulano que devia ver isso…”. Você vai num filme, sai e fala assim: “Mas não era eu que devia ir ver esse filme, era fulano de tal…”. A beleza não cabe em você, ela não cabe. Então pra criança também, eu acho, que o livro para a criança é aquele livro que o professor, o adulto, o pai, a mãe lê e fala assim: “Isso era meu filho que devia ler”. Sabe? Ele não dá conta e passa. Então eu acho que é por isso que eu vendo tanto pra pais, pra professores, porque eles me leem muito e eles levam para as crianças, eles me jogam pra lá. Mas eu acho que a beleza é profundamente triste quando você tá sozinho, você não dá conta dela, ela pesa muito, então você tem que passar pra alguém, sabe?”
Faleceu em 16 de janeiro de 2012, na cidade de Belo Horizonte, em decorrência de insuficiência renal.

## Entrevistas

### Museu da Pessoa
Em 2009, Bartolomeu forneceu uma entrevista ao Museu da Pessoa , explica sua decisão de cursar filosofia e também demonstra uma pouco da sua visão sobre a vida.
"Eu gostava. Eu sempre fui um cara mais reflexivo, mais indagativo, mais questionador. Eu nunca ri à toa. Eu nunca achei muita graça no mundo, não. O mundo para mim sempre foi uma coisa meio pesada. Eu acho que a lucidez sempre foi uma coisa que me acompanhou muito. E a lucidez é uma droga violenta. Você estar lúcido o tempo inteiro, encarando tudo. Então isso me dificultou um pouco a procurar uma coisa para fazer, que fosse reflexiva mesmo. E a Filosofia me parecia uma coisa reflexiva. Então foi aí que eu decido pela Filosofia."— Bartolomeu Campos Queirós Em entrevista ao Museu da Pessoa

## Obras
- Minerações
- Apontamentos
- O Raul e o Luar
- Correspondência
- Cavaleiros das Sete Luas
- As Patas da Vaca
- Estória em Três Atos
- De Não em Não
- Escritura
- Flora
- Vermelho Amargo
- Mais com Mais dá Menos
- A Matinta Pere
- Bichos são todos... BICHOS
- Somos todos igualzinhos
- Papo de Pato
- O Peixe e o Pássaro
- Pedro
- Mário
- Ciganos
- Coração não toma Sol
- Para Criar Passarinho
- Onde tem bruxa tem fada

- Ah! Mar...
- Indez
- Ler, escrever e fazer conta de cabeça
- Por parte de Pai
- Os cinco sentidos
- Diário de Classe
- Rosa-dos-ventos
- Menino de Belém
- O Piolho
- Até passarinho passa
- Vida e Obra de Aletrícia depois de Zoroastro
- O Olho de vidro do meu Avô
- Entretantos
- Formiga Amiga
- O guarda-chuva do guarda
- O pato pacato
- De letra em letra
- Pé de Sapo e Sapato de Pato
- Sem palmeira ou sabiá
- Antes do depois
- Para ler em silêncio
- Sei por ouvir dizer
- O anjo
- Tempo de voo